# Douglas Stuart
Douglas Cecil Rees Stuart (1. marts 1885, Kingston upon Thames, Greater London, Storbritannien – 1969, Marseilles, Bouches-du-Rhône, Frankrig) var en britisk roer som deltog i de olympiske lege 1908 i London.
Stuart vandt en bronzemedalje i roning under under Sommer-OL 1908 i London. 
Han var med på den britiske otter som kom på en tredjeplads efter en britisk og en belgisk otter. De tabte i semifinalen til den belgiske båd som senere tabte i finalen mod en anden britisk otter. Begge de tabende semifinalister fik bronzemedaljer.